# Велленштейн
Велленштейн (люкс. Welleschten, фр. Wellenstein) — коммуна в Люксембурге, располагается в округе Гревенмахер. Коммуна Велленштейн является частью кантона Ремих. В коммуне находится одноимённый населённый пункт.
Население составляет 1433 человек (на 2008 год), в коммуне располагаются 540 домашних хозяйств. Занимает площадь 7,42 км² (по занимаемой площади 112 место из 116 коммун). Наивысшая точка коммуны над уровнем моря составляет 292 м. (114 место из 116 коммун), наименьшая 141 м. (5 место из 116 коммун).

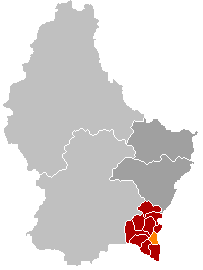
Оранжевый цвет - коммуна Велленштейн, красный - кантон Ремих.